# Voyage (canção de Zoë Më)
"Voyage" é a canção da cantora suíça Zoë Më, com a qual representou a Suíça no Festival Eurovisão da Canção de 2025, em Basileia. A canção conquistou o direito de participar no festival através de uma seleção interna.

## Festival Eurovisão da Canção
No dia 5 de março de 2025, a SRG SSR anunciou que a cantora Zoë Më representaria o país no Festival Eurovisão da Canção desse ano. A canção foi selecionada entre 431 candidaturas em várias rondas por um júri composto por diferentes pessoas, bem como pela equipa da SRG SSR. A base musical sinfónica da canção foi preparada com a participação da Budapest Scoring Orchestra. A canção acabou por ser lançada a 10 de março de 2025.
A canção será interpretada na 1.ª semifinal do festival, no dia 13 de maio. Como a Suíça venceu o concurso de 2024, a canção do país foi automaticamente classificada para a final da Eurovisão 2025.